# مارگریت زخرس
مارگریت زخرس (انگلیسی: Margriet Zegers؛ زادهٔ ۲۹ آوریل ۱۹۵۴) بازیکن هاکی روی چمن اهل هلند بود.
وی در مسابقات کشوری و بین‌المللی در مجموع برندهٔ ۳ مدال طلا، ۱ مدال نقره شده‌است.